# Línea 75 (EMT Madrid)
La línea 75 de la EMT de Madrid une la Plaza del Callao con la Colonia del Manzanares (distrito de Moncloa-Aravaca).

## Características
Esta línea radial comunica la Colonia Manzanares con el centro de Madrid, siendo una de las líneas más cortas entre las regulares. Dentro de la Colonia Manzanares, coincide su recorrido con la línea 41. Esta línea ha sido en varias ocasiones escenario de pruebas de prototipos en la EMT.
La línea fue creada el 10 de marzo de 1974, después de la municipalización de la periférica P-21, que hacia el trayecto Plaza de España-Colonia del Manzanares.
Hasta el 6 de agosto de 2009, la línea tenía su cabecera en la misma Plaza del Callao, pero al llevarse a cabo la peatonalización de la misma, ha sido desplazada a la calle Jacometrezo.

### Frecuencias
| Lunes a viernes laborables |               |
| De 6:00 a 21:00            | 9-15 minutos  |
| De 21:00 a 23:00           | 13-20 minutos |
| Sábados laborables         |               |
| De 6:00 a 12:00            | 13-20 minutos |
| De 12:00 a 21:00           | 12-13 minutos |
| De 21:00 a 23:00           | 13-25 minutos |
| Domingos y festivos        |               |
| De 7:00 a 10:00            | 16-25 minutos |
| De 10:00 a 21:00           | 16-17 minutos |
| De 21:00 a 23:00           | 17-25 minutos |

### Material móvil
Autobuses eléctricos Irizar IeBus. Anteriormente llevó autobuses TATA-Hispano híbridos eléctrico-GNC (serie 9351-9360), MAN NL313F GNC-Castrosua (serie 8701-8735), Scania L94UB-Castrosua con Bioetanol (serie 4301-4305), Scania N94UB-Castrosua (serie 4001-4185), Pegaso 6424-Unicar (serie 1-165) y Pegaso 6050 (serie 1323-1335).

## Recorrido y paradas

### Sentido Colonia del Manzanares
La línea inicia su recorrido en la calle Jacometrezo, circulando por la misma hasta salir a la Gran Vía girando a la izquierda, por la que baja hasta la Plaza de España.
En la plaza gira a la izquierda hacia la Cuesta de San Vicente, que recorre hasta la Glorieta de San Vicente, donde gira a la derecha hacia el Paseo de la Florida. Recorre este paseo hasta llegar a la glorieta de San Antonio de la Florida, donde gira a la izquierda y pasa sobre el río Manzanares por el Puente de la Reina Victoria, que da acceso a la Colonia del Manzanares.
Al otro lado del puente, la línea gira a la derecha para incorporarse a la Ribera del Manzanares, vía donde tiene su cabecera al llegar al extremo norte de la colonia.
| Código | Parada                                                          | Común con                    | Conexiones con Metro y Cercanías | Otros |
| ------ | --------------------------------------------------------------- | ---------------------------- | -------------------------------- | ----- |
| 5569   | CALLAO (C/ Jacometrezo, 13)                                     |                              | Callao                           |       |
| 168    | Santo Domingo                                                   | 1 2 44 46 74 133 147 148 001 | Santo Domingo                    |       |
| 170    | Gran Vía-Plaza España                                           | 3 46 74 148                  | Plaza de España                  |       |
| 854    | Plaza de España                                                 | 3 25 39 46 74 138 148 158 C2 | Plaza de España                  |       |
| 599    | Jardines de Sabatini                                            | 25 39 46 62 138 158 C2       |                                  |       |
| 601    | Cuesta de San Vicente                                           | 25 39 46 62 138 158 C2       |                                  |       |
| 603    | Príncipe Pío                                                    | 25 39 46 62 138 158 C2       | Príncipe Pío                     |       |
| 2296   | Intercambiador de Príncipe Pío                                  | 41 46 573                    | Príncipe Pío                     |       |
| 858    | Paseo de la Florida                                             | 41 46                        |                                  |       |
| 860    | San Antonio de la Florida                                       | 41 46                        |                                  |       |
| 862    | San Pol de Mar                                                  | 41                           |                                  |       |
| 863    | Ribera Manzanares-Santa Olalla                                  | 41                           |                                  |       |
| 864    | Ribera Manzanares-Felipe Moratilla                              | 41                           |                                  |       |
| 865    | Ribera Manzanares-Cordillera                                    | 41                           |                                  |       |
| 867    | COLONIA MANZANARES (C/ Ribera del Manzanares frente al N.º 149) | 41                           |                                  |       |

### Sentido Plaza del Callao
La línea parte de su cabecera en el cruce de Ribera del Manzanares con la calle Santa Fe en el extremo norte de la Colonia del Manzanares circulando por la Ribera del Manzanares hacia el sur.
Al poco de circular por esta vía, gira a la derecha por la calle Santa Comba y a la izquierda después para incorporarse al Paseo del Comandante Fortea, que recorre hasta el final, en la Calle de San Pol de Mar, donde sale por el Puente de la Reina Victoria sobre el río Manzanares que da acceso a la colonia desde la Glorieta de San Antonio de la Florida.
A partir de aquí el recorrido es igual al de ida pero en sentido contrario (Pº de La Florida, Cuesta de San Vicente, Plaza de España y Gran Vía) hasta llegar a la intersección de la Gran Vía con la calle San Bernardo, donde gira a la derecha y sube por la misma hasta la Plaza de Santo Domingo, la atraviesa y sale por la calle Jacometrezo, donde tiene su cabecera.
| Código | Parada                                                          | Común con              | Conexiones con Metro y Cercanías | Otros |
| ------ | --------------------------------------------------------------- | ---------------------- | -------------------------------- | ----- |
| 867    | COLONIA MANZANARES (C/ Ribera del Manzanares frente al N.º 149) | 41                     |                                  |       |
| 866    | Ribera Manzanares-Cordillera                                    | 41                     |                                  |       |
| 868    | Ribera Manzanares-Felipe Moratilla                              | 41                     |                                  |       |
| 869    | Ribera Manzanares-Santa Olalla                                  | 41                     |                                  |       |
| 870    | San Pol de Mar                                                  | 41                     |                                  |       |
| 861    | San Antonio de la Florida                                       | 41 46                  |                                  |       |
| 859    | Paseo de la Florida                                             | 41 46                  |                                  |       |
| 857    | Intercambiador de Príncipe Pío                                  | 41 46 573              | Príncipe Pío                     |       |
| 5246   | Cuesta de San Vicente                                           | 25 39 46 62 138 158 C1 |                                  |       |
| 742    | Jardines de Sabatini                                            | 25 39 46 62 138 158 C1 |                                  |       |
| 855    | Plaza de España                                                 | 3 25 39 46 148 158     | Plaza de España                  |       |
| 5139   | Gran Vía-Plaza de España                                        | 44 133 148             | Plaza de España                  |       |
| 5569   | CALLAO (C/ Jacometrezo, 13)                                     |                        | Callao                           |       |